# 말리황금두더지
말리황금두더지(Amblysomus marleyi)는 황금두더지과에 속하는 포유류의 일종이다. 남아프리카공화국에서 발견되며 에스와티니에서도 사는 것으로 추정된다. 브론너(Bronner)에 의해 호텐토트황금두더지에서 분리되었다(1995b, 1996, 2000).
자연 서식지는 천연림과 습윤 초원, 정원 등이다. IUCN 적색 목록에서 멸종위기종(Endangered)으로 분류하고 있다. 지나친 방목과 벌목에 의한 식생 파괴, 도시화 등에 의한 서식지 파괴때문이다.